# Gibraltári kötélpálya
A Gibraltári kötélpálya (angolul Gibraltar Cable Car, spanyolul Teleférico de Gibraltar) a gibraltári Alameda kertektől, a város főutcájának (Main Street) keleti végétől vezet fel a Sziklának nevezett hegy egyik csúcsára, a Signal Hill-i ágyúálláshoz.
A kötélpályát 1966-ban építette a svájci Von Roll Holding. 1986-ban felújították a pályát, és üzembe helyezték a ma is használatban lévő kabinokat. 2007-ben renoválták a felső állomást, ahol most önkiszolgáló étterem, szuvenírbolt működik. A kötélpálya három állomásból áll. Az alsó a városban található, a középsőt, ahol a gondolák találkoznak, Majomtanyának (Apes Den) nevezik, a harmadik pedig a Csúcs állomás (Top Station). Ez utóbbi a szikla második legmagasabb csúcsán, 412 méteren található. A gondolák 30 ember szállítására alkalmasak. Sebességük 5 méter per szekundum, az utat – a középső állomáson eltöltött időtől függően – nagyjából hat-nyolc perc alatt teszik meg.